# Coupe des Pays-Bas de football 1991-1992
Navigation
Édition précédente Édition suivante
La Coupe des Pays-Bas de football 1991-1992, nommée la KNVB beker, est la 74e édition de la Coupe des Pays-Bas. La finale se joue le 10 mai 1992 au stade De Kuip à Rotterdam.
Le club vainqueur de la coupe est qualifié pour les seizièmes de finale de la Coupe d'Europe des vainqueurs de coupe de football 1992-1993.

## Finale
Le Feyenoord Rotterdam qui termine la saison à la 3e place du championnat gagne la finale contre le SV Roda JC Kerkrade et remporte son huitième titre. La rencontre s'achève sur le score de 3 à 0.